# Tux Paint
Tux Paint es un editor de imágenes libre orientado a niños de corta edad. El proyecto fue iniciado en el 2002 por Bill Kendrick, quien continua manteniendo y mejorando el programa, junto con la ayuda de varios voluntarios.
Está licenciado bajo la Licencia Pública General de GNU y visto por muchos como una alternativa libre al software privativo Kid Pix.

## Historia
Tux Paint fue creado inicialmente para GNU/Linux, dado que no existían aplicaciones similares de dibujo para niños en este entonces. Posteriormente fue portado para Windows, Mac OS e incluso a sistemas operativos móviles como Android.
Está escrito en el lenguaje de programación C y utiliza varias bibliotecas auxiliares libres.

## Funcionalidad
En comparación a los editores de imagen tradicionales, Tux Paint se caracteriza por estar pensado para el público infantil de hasta tres años de edad. La interfaz de usuario pretende ser intuitiva, utilizando iconos, comentarios audibles y sugerencias en texto para explicar el funcionamiento del programa. Asimismo, los efectos de sonidos y la mascota (Tux, de Linux) están destinados a involucrar a los niños.
La interfaz de usuario de Tux Paint se divide en cinco paneles:
- Barra de herramientas, incluyendo algunas básicas como pintar o trazar líneas, y controles tales como deshacer, guardar, salir o imprimir.
- Canvas, el espacio para dibujar y editar las imágenes.
- Paleta de colores, con 17 colores preestablecidos más la opción de poder elegir uno personalizado.
- Selector, proporcionando varios objetos para seleccionar (por ejemplo los pinceles, la tipografía o subherramientas, dependiendo de la herramienta actual).
- Área de información con instrucciones y sugerencias.